# Dragánfalva község
Dragánfalva község (románul: Comuna Drăgănești) község Bihar megyében, Romániában. Központja Dragánfalva, beosztott falvai Belényeshegy, Belényesliváda, Cigányosd, Kisnyégerfalva, Körössebes, Mézes, Panatasa, Pakala, Talp.

## Népessége
A 2011-es népszámlálás adatai alapján a község népessége 2967 fő volt.